# Rue des Quatre-Frères-Peignot
La rue des Quatre-Frères-Peignot est une rue de Paris, située dans le 15e arrondissement.

## Situation et accès
La rue des Quatre-Frères-Peignot est construite dans le prolongement de la rue Gutenberg, dans la proximité immédiate de l’ancien immeuble de l’Imprimerie nationale, et est prolongée par la rue Émeriau.

## Origine du nom

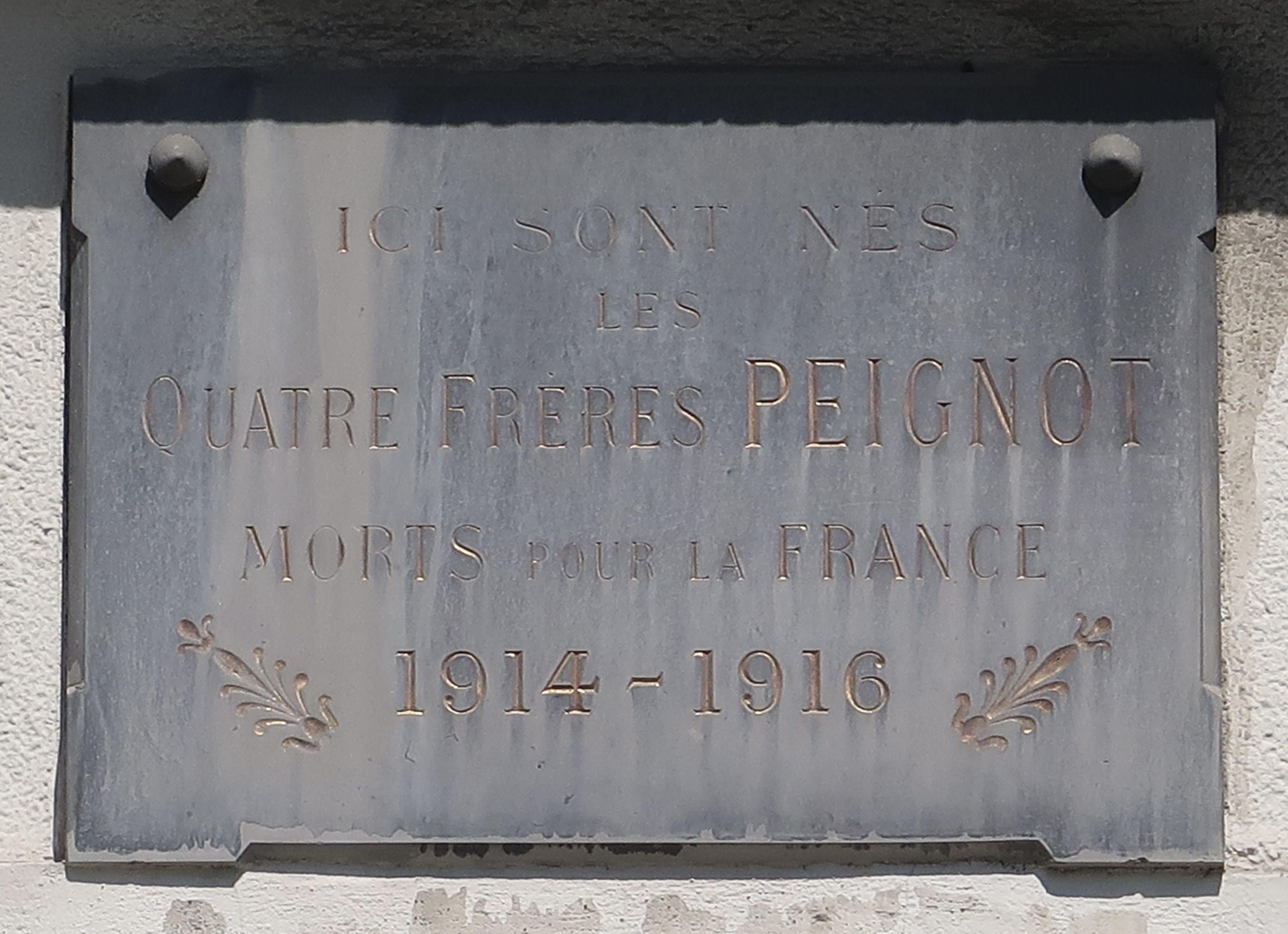
Plaque en hommage aux quatre frères Peignot au 68, boulevard Edgar-Quinet, dans le 14e arrondissement.

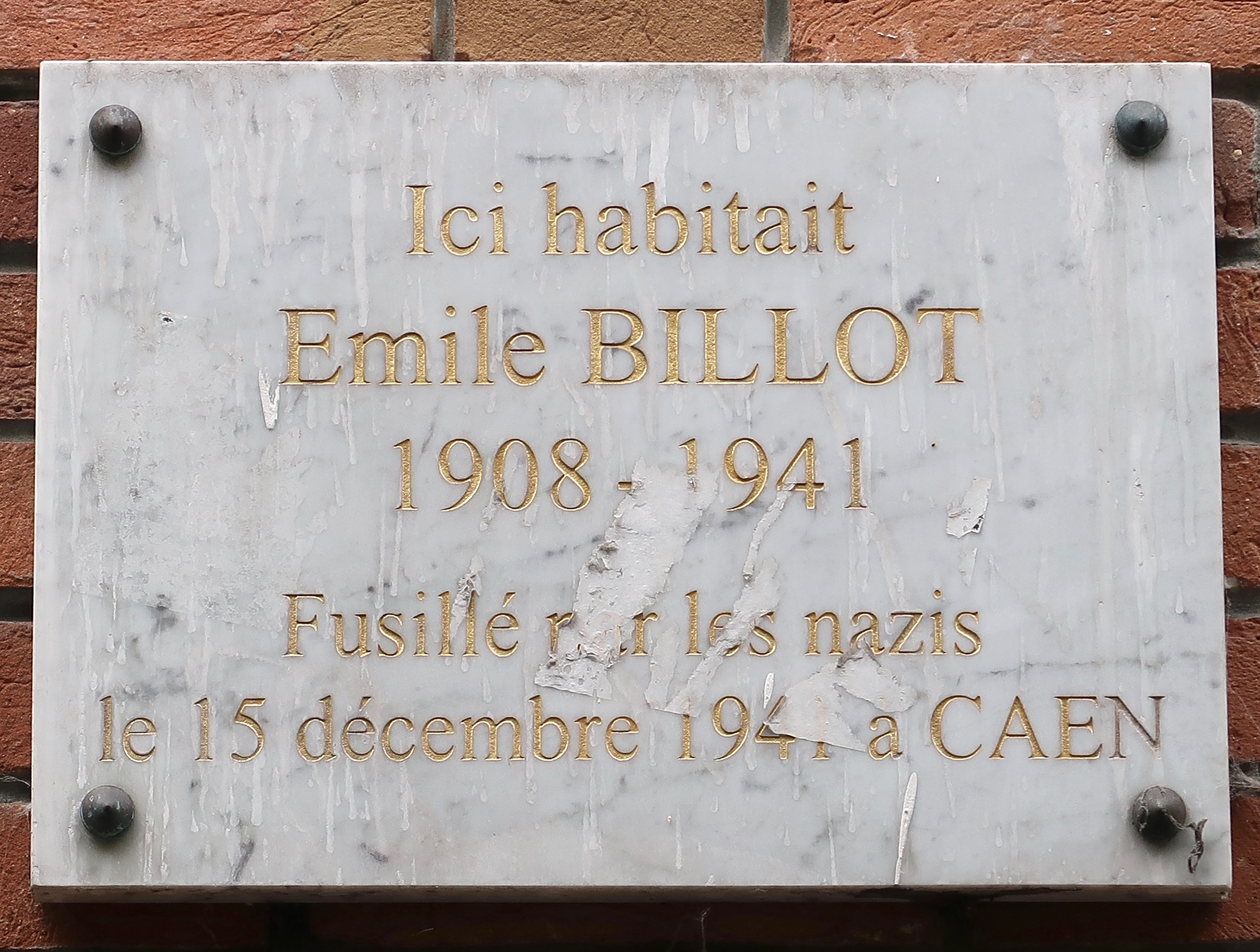
Plaque en hommage à Émile Billot au no 14, fusillé par les nazis en 1941 à Caen.

La rue tire son nom du sacrifice des quatre frères Peignot (Georges, André, Lucien, Rémy) qui meurent entre septembre 1914 et juin 1916, happés par la Première Guerre mondiale. Un « reliquaire des frères Peignot », conservé au musée de la Légion d'honneur à Paris, en témoigne.
Héroïques, les frères Peignot sont également honorés pour leur contribution à l'édification de la typographie française : la fonderie G. Peignot et Fils perd avec eux l'énergie et le talent d'une génération que leur descendance n'a jamais retrouvés. On doit aux Peignot des polices de caractères aussi célèbres que le Grasset, l'Auriol, le Cochin ou encore le Garamond.
Dans le Bulletin municipal officiel du 21 décembre 1919, le conseiller municipal Ambroise Rendu propose qu'on ajoute le nom Peignot à la fin du nom de la Rue des Quatre-fils dans le 3e arrondissement de Paris. Dans le Bulletin municipal officiel du 10 juillet 1921, il réintroduit la proposition. Dans le Bulletin municipal officiel du 6 février 1923, un autre élu propose que le nom des Quatre-Frères-Peignot soit donné à la rue des Gobelins. Finalement, le nom des Quatre-Frères-Peignot est donné en 1924 à la rue nouvellement percée dans le prolongement de la rue Gutenberg.

## Historique
Une première partie de la rue est ouverte et prend sa dénomination actuelle en 1924, entre les rues Linois et de l'Ingénieur-Robert-Keller.
La seconde partie entre les rues de l'Ingénieur-Robert-Keller et de Javel est ouverte en 1929.
Une partie des logements sociaux (HBM) qui s'y trouvent sont conçus et réalisés par les architectes Maurice Payret-Dortail (1874- 1929) et Alexandre Maistrasse (1860-1954). Ils laissent la brique apparente, de manière caractéristique, et décorent les porches de murales et d'aplats. À Paris, la brique constitue un matériau relativement courant de la construction de logements, y compris de la construction haussmannienne, mais elle est rarement laissée visible, ou alors sur cour. Avec les HBM, la brique devient visible, et participe de l’identification de ces ensembles d’habitation. 
L'ensemble conçu par Maurice Payret-Dortail comporte, côté pair, 12 cinq-pièces de 65 m2, 53 quatre-pièces de 53 m2, 54 trois-pièces de 43 m2, 16 deux-pièces de 32 m2, 8 studios de 23 m2, avec des pièces pour la cuisine nettement séparées de la salle à manger, qui sert de salle de séjour. Côté impair, le bâtiment comprend 190 logements et les bains-douches et lavoir collectifs sur la rue de Javel. 
L'ensemble conçu par Alexandre Maistrasse, situé entre la avenue Émile-Zola et la rue des Entrepreneurs, comprend deux immeubles de six étages, comprenant 291 logements de 1 à 4 pièces, avec une grande majorité de 2- et 3-pièces-cuisine. L’immeuble côté pair comporte 4 cours et 159 logements desservis par 11 escaliers, et des boutiques sur la rue. L’immeuble côté impair comporte 3 cours, 132 logements et 8 escaliers. Lavoir et bains-douches communs sont ceux de la rue de Javel. 

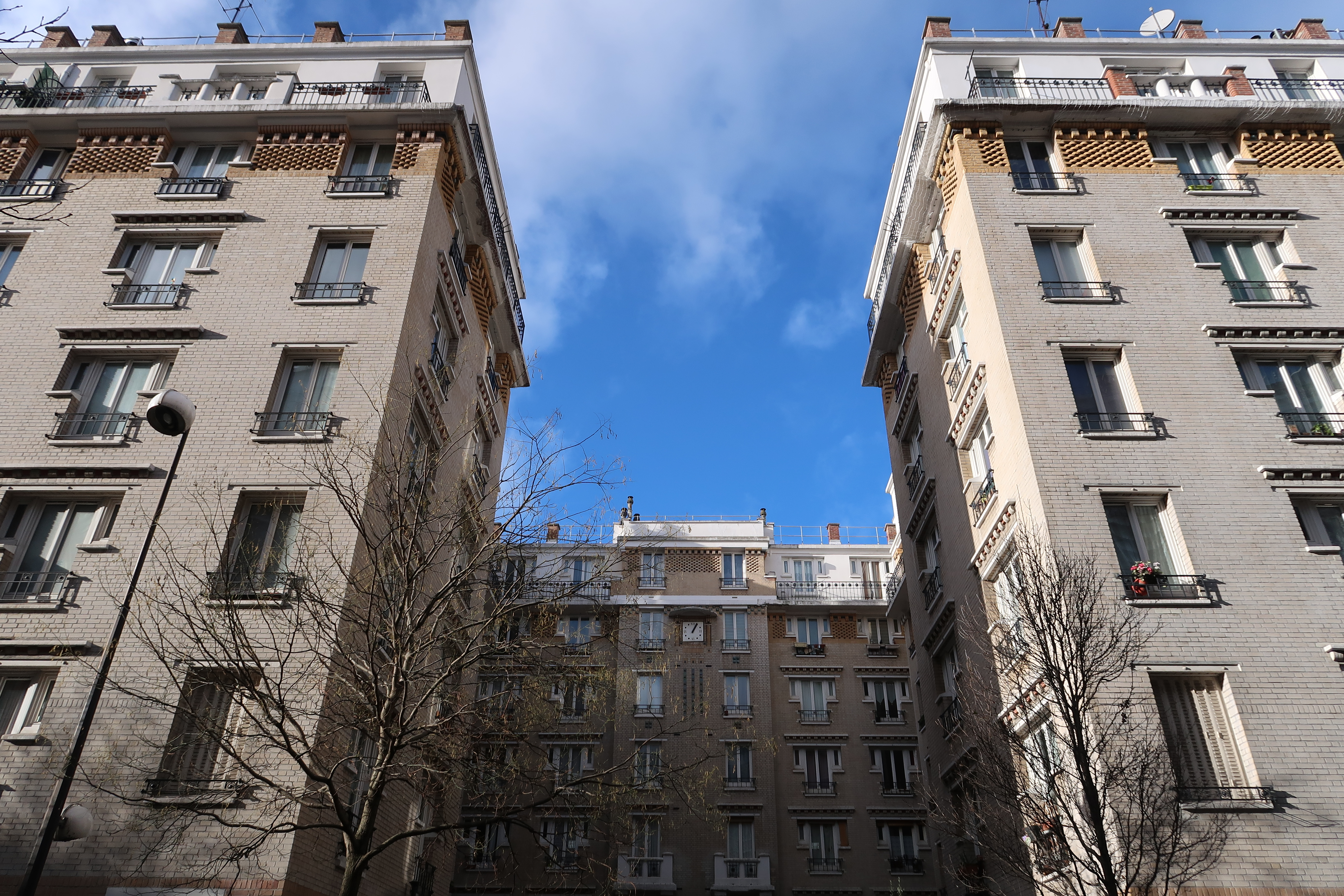
Nos 20-22.

En 1962, une bombe de l'OAS explose dans un escalier du bâtiment au no 21 de la rue.
En 2023, une plaque en l'honneur de l'héroïsme des quatre frères Peignot et de leur succès industriel est dévoilée sur la façade du no 21 : « En hommage aux quatre frères Georges, André, Lucien et Rémy Peignot, fondeurs de caractères et éditeurs d’art, morts pour la France entre 1914 et 1916 et en mémoire de la contribution majeure de la famille Peignot au développement de l’imprimerie moderne. Initiative du Conseil de quartier Émeriau–Zola à 
l’occasion du centenaire de la rue (1923-2023) ». À cette occasion, une exposition temporaire conçue par la Société historique et archéologique du 15e est présentée à la mairie de l'arrondissement. 